# 7 tháng 5
Ngày 7 tháng 5 là ngày thứ 127 (128 trong năm nhuận) trong lịch Gregory. Còn 238 ngày trong năm.

## Sự kiện

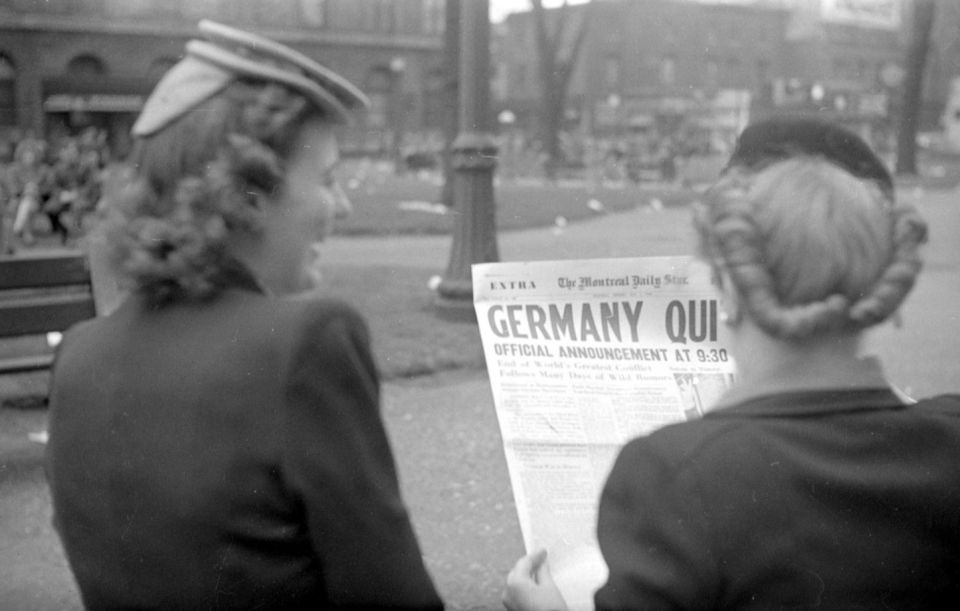
Montreal Daily Star: "Germany Quit", Ngày 07 tháng 5 năm 1945

- 434 – Cựu hoàng Hồ Hạ Hách Liên Xương bị Bắc Ngụy sát hại sau khi ông quay sang chống lại nước này.
- 1875 – Nga và Nhật Bản ký kết Hiệp ước Sankt-Peterburg, theo đó đảo Sakhalin thuộc về Nga còn quần đảo Kuril thuộc về Nhật Bản.
- 1915 - Tàu du lịch Lusitania của Anh Quốc bị tàu ngầm Hải quân Đức bắn chìm không cảnh cáo trước tại vùng biển phía nam Ireland, 1.198 người chết - trong đó có 128 người Mỹ
- 1945 - Đại tướng Đức Alfred Jodl ký kết tại Reims các điều kiện đầu hàng vô điều kiện chấm dứt sự tham gia của Đức trong Chiến tranh thế giới thứ hai. Tài liệu này có hiệu lực vào ngày hôm sau.
- 1946 – Công ty công nghiệp thông tín Tokyo được thành lập, là tiền thân của Sony.
- 1954 – Chiến tranh Đông Dương: Chiến dịch Điện Biên Phủ kết thúc với thất bại của Pháp trước Việt Nam.
- 1955 - Hải quân Nhân dân Việt Nam được thành lập
- 1998 - Mercedes-Benz mua Chrysler với giá 40 tỷ đô la trở thành DaimlerChrysler là vụ sáp nhập lớn nhất trong lịch sử ngành công nghiệp
- 1999 – Chiến tranh Kosovo: Máy bay Hoa Kỳ oanh tạc đại sứ quán Trung Quốc tại Beograd, Serbia khiến ba người thiệt mạng và 20 người bị thương.
- 2000 – Vladimir Putin nhậm chức Tổng thống Liên bang Nga.
- 2025 - Ấn Độ không kích Pakistan năm 2025

## Sinh
- 1605 - Thượng phụ Nikon, người cải cách Giáo hội Chính thống giáo Nga dẫn đến ly giáo (mất 1681)
- 1832 - Nguyễn Quang Bích, quan triều Nguyễn
- 1833 – Johannes Brahms, nghệ sĩ dương cầm và nhà soạn nhạc người Đức (m. 1897)
- 1840 – Pyotr Ilyich Tchaikovsky, nhà soạn nhạc người Nga (m. 1893)
- 1901 - Gary Cooper, diễn viên Mỹ (m. 1961)
- 1909 - Phạm Ngọc Thạch, bác sĩ y khoa, nhà hoạt động cách mạng
- 1920 - Nguyễn Mạnh Côn, nhà văn Việt Nam (m. 1979)
- 1932 - Lâm Quang Thi, Trung tướng Quân lực Việt Nam Cộng hòa
- 1955 - Nguyễn Nhật Ánh, nhà văn nổi tiếng của Việt Nam
- 1968 - Traci Lords, nữ diễn viên Mỹ
- 1994 - Phùng Khánh Linh, ca sĩ, nhạc sĩ Việt Nam
- 1997 - Lee "Faker" Sang-hyeok, game thủ Liên Minh Huyền Thoại người Hàn Quốc
- 1998 - 
  - MrBeast, youtuber nổi tiếng người Mỹ
  - Dani Olmo Carvajal, cầu thủ bóng đá người Tây Ban Nha
- 1999 - Cody Gakpo, cầu thủ bóng đá người Hà Lan

## Mất
- 973 - Otto I, Hoàng đế La Mã thần thánh (s. 912)
- 1905 – Nguyễn Phúc Miên Triện, tước phong Hoằng Hóa Quận vương, hoàng tử con vua Minh Mạng (s. 1833)
- 1982 - Tôn Thất Tùng, bác sĩ y khoa
- 2015 - Duy Nhân, người mẫu và diễn viên người Việt Nam (s. 1986)